# Liste der Bodendenkmäler in Marktrodach
Auf dieser Seite sind die Bodendenkmäler in dem oberfränkischen Markt Marktrodach zusammengestellt. Diese Tabelle ist eine Teilliste der Liste der Bodendenkmäler in Bayern. Grundlage ist die Bayerische Denkmalliste, die auf Basis des Bayerischen Denkmalschutzgesetzes vom 1. Oktober 1973 erstmals erstellt wurde und seither durch das Bayerische Landesamt für Denkmalpflege geführt wird. Die folgenden Angaben ersetzen nicht die rechtsverbindliche Auskunft der Denkmalschutzbehörde.

## Bodendenkmäler in Marktrodach

### Bodendenkmäler in der Gemarkung Fischbach
| Lage                 | Objekt                             | Akten-Nr.     | Bild |
| -------------------- | ---------------------------------- | ------------- | ---- |
| Fischbach (Standort) | Freilandstation des Mesolithikums. | D-4-5734-0060 |      |

### Bodendenkmäler in der Gemarkung Friesen
| Lage               | Objekt                                                            | Akten-Nr.     | Bild |
| ------------------ | ----------------------------------------------------------------- | ------------- | ---- |
| Friesen (Standort) | Freilandstation des Paläolithikums und Siedlung des Neolithikums. | D-4-5734-0024 |      |

### Bodendenkmäler in der Gemarkung Großvichtach
| Lage                    | Objekt | Akten-Nr.     | Bild |
| ----------------------- | --- | ------------- | ---- |
| Großvichtach (Standort) | Freilandstation des Mittelpaläolithikums und vermutlich des Mesolithikums sowie Siedlung des Spätneolithikums. | D-4-5734-0009 |      |

### Bodendenkmäler in der Gemarkung Oberrodach
| Lage                  | Objekt                                                                                | Akten-Nr.     | Bild |
| --------------------- | ------------------------------------------------------------------------------------- | ------------- | ---- |
| Oberrodach (Standort) | Befunde des Mittelalters und der frühen Neuzeit im Bereich eines abgegangen Ansitzes. | D-4-5734-0104 |      |

### Bodendenkmäler in der Gemarkung Seibelsdorf
| Lage                   | Objekt | Akten-Nr.     | Bild |
| ---------------------- | --- | ------------- | ---- |
| Seibelsdorf (Standort) | Mittelalterlicher Burgstall. Siehe auch: Burgstall Schlossberg (Seibelsdorf) | D-4-5734-0005 |      |
| Seibelsdorf (Standort) | Wallanlage vermutlich mittelalterlicher Zeitstellung. | D-4-5734-0006 |      |
| Seibelsdorf (Standort) | Vorgängerbauten sowie Befunde des Mittelalters und der frühen Neuzeit im Bereich der Evangelisch-Lutherischen Pfarrkirche St. Andreas von Seibelsdorf mit befestigtem Kirchhof. | D-4-5734-0007 |      |
| Seibelsdorf (Standort) | Siedlung des Neolithikums. | D-4-5734-0057 |      |
| Seibelsdorf (Standort) | Vermutlich Turmhügel des Mittelalters. | D-4-5734-0065 |      |
| Seibelsdorf (Standort) | Siedlung des Neolithikums. | D-4-5734-0105 |      |
| Seibelsdorf (Standort) | Siedlung des Neolithikums. | D-4-5734-0106 |      |
| Seibelsdorf (Standort) | Befunde des Mittelalters und der frühen Neuzeit im Bereich eines ehemaligen Ansitzes.                                                                                           | D-4-5734-0107 |      |

### Bodendenkmäler in der Gemarkung Unterrodach
| Lage                   | Objekt | Akten-Nr.     | Bild |
| ---------------------- | --- | ------------- | ---- |
| Unterrodach (Standort) | Freilandstation des Mesolithikums, Siedlung des Neolithikums, Siedlung und Bestattungsplatz der Urnenfelder - und Hallstattzeit. | D-4-5734-0035 |      |
| Unterrodach (Standort) | Freilandstation des Mittelpaläolithikums und Siedlung des Neolithikums.                                                          | D-4-5734-0044 |      |
| Unterrodach (Standort) | Freilandstation des Mittelpaläolithikums und Siedlung des Neolithikums.                                                          | D-4-5734-0062 |      |
| Unterrodach (Standort) | Frühneuzeitlicher Vorgängerbau der jüngerneuzeitlichen evang.-Luth. Pfarrkirche St. Michael von Unterrodach.                     | D-4-5734-0114 |      |
| Unterrodach (Standort) | Befunde der frühen Neuzeit im Bereich der Katholischen Wallfahrtskirche Hl. Kreuz.                                               | D-4-5734-0116 |      |

### Bodendenkmäler in der Gemarkung Zeyern
| Lage              | Objekt | Akten-Nr.     | Bild |
| ----------------- | --- | ------------- | ---- |
| Zeyern (Standort) | Mittelalterlicher Turmhügel. Siehe auch: Turmhügel Seibelsdorf                                                                           | D-4-5734-0004 |      |
| Zeyern (Standort) | Siedlung vermutlich des Neolithikums. | D-4-5734-0117 |      |
| Zeyern (Standort) | Befunde des Mittelalters und der frühen Neuzeit im Bereich der Katholischen Pfarrkirche St. Andreas von Zeyern mit befestigtem Kirchhof. | D-4-5734-0118 |      |